# 버진아일랜드땅딸이도마뱀붙이
버진아일랜드땅딸이도마뱀붙이(Virgin Islands dwarf sphaero, Virgin Islands dwarf gecko)는 도마뱀붙이류의 일종이며 세계에서 제일 작은 지상성 척추동물(en:Smallest organism) 중 하나다. 버진땅딸이는 영국령 버진아일랜드의 버진고다섬, 토르톨라섬, 모스키토섬(en:Mosquito island)에서만 발견된다. 이 녀석은 1964년에 발견되었고, 푸에르토 리코의 근처 섬에 서식하는 니콜땅딸이도마뱀붙이(en:Sphaerodactylus nicholsi)와 근연종일 것으로 보인다. 이 녀석은 잎더미에서 처음으로 발견된 큰비늘땅딸이도마뱀붙이(en:Sphaerodactylus macrolepis)와 서식범위가 겹친다. 버진땅딸이는 큰비늘땅딸이와 달리 더 건조한 언덕 능선에 살아가지만, 몸의 크기도 작은데다 수분 손실을 막기 위해 필수적인 적응이 모자라 수분이 모자라면 생명이 위험할 수도 있기 때문에 바위 밑의 축축한 미소서식지(en:Microhabitat)를 더 좋아한다.
버진땅딸이의 윗부분은 짙은 갈색을 띄며, 흔히 더 짙은 비늘로 이루어진 반점이 흩뿌려져있다. 평균적으로 주둥이(en:Snout)에서 총배설강까지 18 mm (0.71 in) 에 달하여, 거의 미국 다임 주화만큼이나 작다. 몸무게는 잘 해야 0.15 g (0.0053 oz)에 불과하다. 목의 윗부분에 좀 더 밝은 색깔의 줄무늬가 몇 개 있어서 다른 종과 구별하는 데 도움이 된다. 암컷이 조금 더 크며, 체색은 암수가 같다. 잘린 꼬리는 재생할 수 있다. 개체수나 생태에 대해서는 알려진 것이 거의 없다.

## 분류
버진땅딸이는 1964년 여름에 생물학자 리처드 토머스가 영국령 버진아일랜드의 버진고다섬의 건조하고 나무가 우거진 능선을 따라 수집할만한 것을 찾던 중 발견되었다. 버진땅딸이의 완모식표본 MCZ 77211은 1964. 8. 12일에 폰드 만(Pond Bay) 너머의 언덕 능선에서 수집된 성체 암컷이다. 여덟 개의 부모식표본(en:paratype)은 전부 버진고다섬에서 잡혔으며 새로운 종을 기술하는 데 사용되었다.
땅딸이도마뱀붙이속에 분류되는 이 녀석은 작은 크기 뿐만 아니라 머리의 독특한 무늬, 작지만 용골솟은(keeled, 가운데에 각이 잡힌) 비늘, 등 부위의 서로 겹쳐진 비늘로 특징지어진다; 등은 대개 온통 검은색이고, 등 가운데 부위에는 요철형 비늘이 없고, 어깨(견갑골)와 골반(천골) 부위에는 색깔 무늬가 없다.
외양이 상당히 다름에도 불구하고, 버진땅딸이는 니콜땅딸이와 유전적으로 제일 가까운 것으로 보인다. 버진땅딸이가 버진아일랜드에서 그렇듯이 니콜땅딸이는 푸에르토리코에서 제일 작은 토착 땅딸이도마뱀붙이류이다. 타운센드땅딸이도마뱀붙이(en:Sphaerodactylus townsendi)의 서식 범위는 버진땅딸이와 니콜땅딸이의 서식범위 사이에 들어가있는데, 타운센드땅딸이가 버진땅딸이와 니콜땅딸이가 분화(en:Genetic divergence)된 이후에 진화되었을 가능성이 있다.

## 설명
버진땅딸이는 파충류, 조류, 포유류를 통틀어 23,000 개 종에 이르는 양막류에서 제일 작은 종 중 하나로 알려져있으며, 평균 체장 (주둥이에서 총배설강까지의 길이(SVL / snout–vent length)는 18 mm (0.71 in)이고, 최고 체중은 0.15 g (0.0053 oz)에 달하지만 최저 0.043 g (0.0015 oz), 평균적으로는 0.117 g (0.0041 oz) 정도이다. 버진땅딸이보다 더 작다고 알려진 유일한 양막류는 근연종 자라구아땅딸이도마뱀붙이(en:Sphaerodactylus ariasae)이며 평균 체장은 16 mm (0.63 in), 최대 체중은 0.14 g (0.0049 oz)에 불과하다.

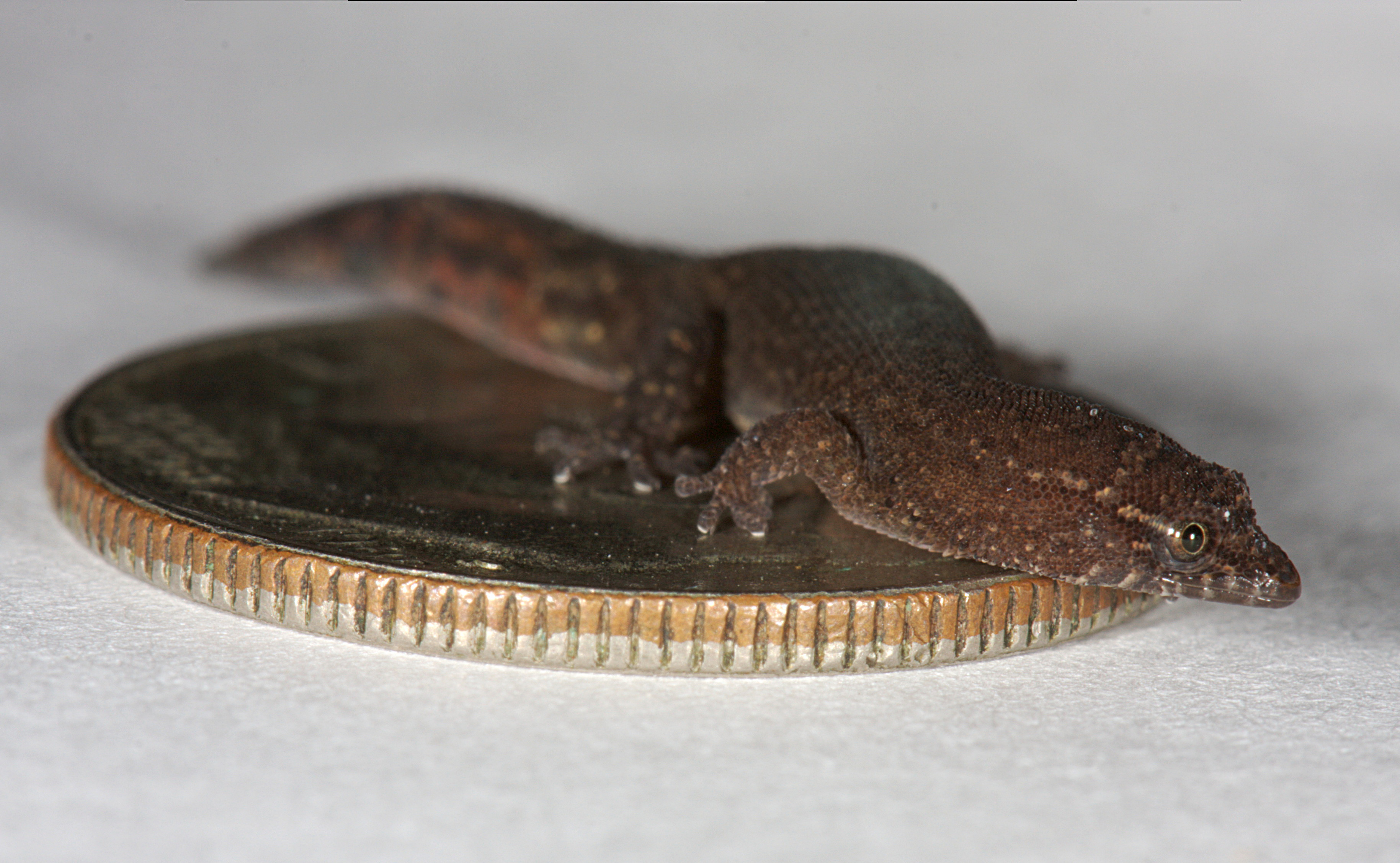
버진땅딸이는 거의 미국 다임 주화만큼이나 작다.

이 종은 전형적으로 등과 다리가 짙은 갈색을 띄며, 흔히 더 짙은 색 비늘이 작은 무늬를 이루며 군데군데 흩어져있다. 눈 사이를 줄무늬가 가로지르는데, 어떤 개체는 줄무늬가 흐릿해 알아보기 힘들다. 눈 뒷쪽으로는 각각 검은 테두리의 황갈색 줄무늬가 관자놀이 너머로 뻗어나가 머리 뒷부분에서 흐려진다. 후두부에는 타원형의, 테두리가 검은 황갈색의 줄무늬가 머리의 한 쪽에서 반대 쪽으로 이어져있으며, 때때로는 눈 사이의 줄무늬와 이어진다. 등의 암갈색 비늘들은 배쪽으로 이어지다 흐려지지만, 대부분의 비늘들은 검은 테두리를 유지한다. 배쪽은 밝은 회색이나 크림색이다. 꼬리는 황갈색 바탕에 더 짙은 비늘들이 이따금 점무리들이나 짧은 선을 이룬다. 목에서는 옆부분에 이어지던 밝은 비늘이 이루는 굵은 서이 희미해진다.
성적 이색성(en:sexual dichromatism)은 없지만, 즉 성별에 따라 색상이 달라지지 않지만, 암컷은 수컷보다 다소 큰 편이어서 암컷의 평균 SVL은 18 mm (0.71 in), 수컷은 16 mm (0.63 in) 정도다. 주둥이는 평범하고 뭉툭하다. 꼬리는 끊어지면 다시 재생한다.

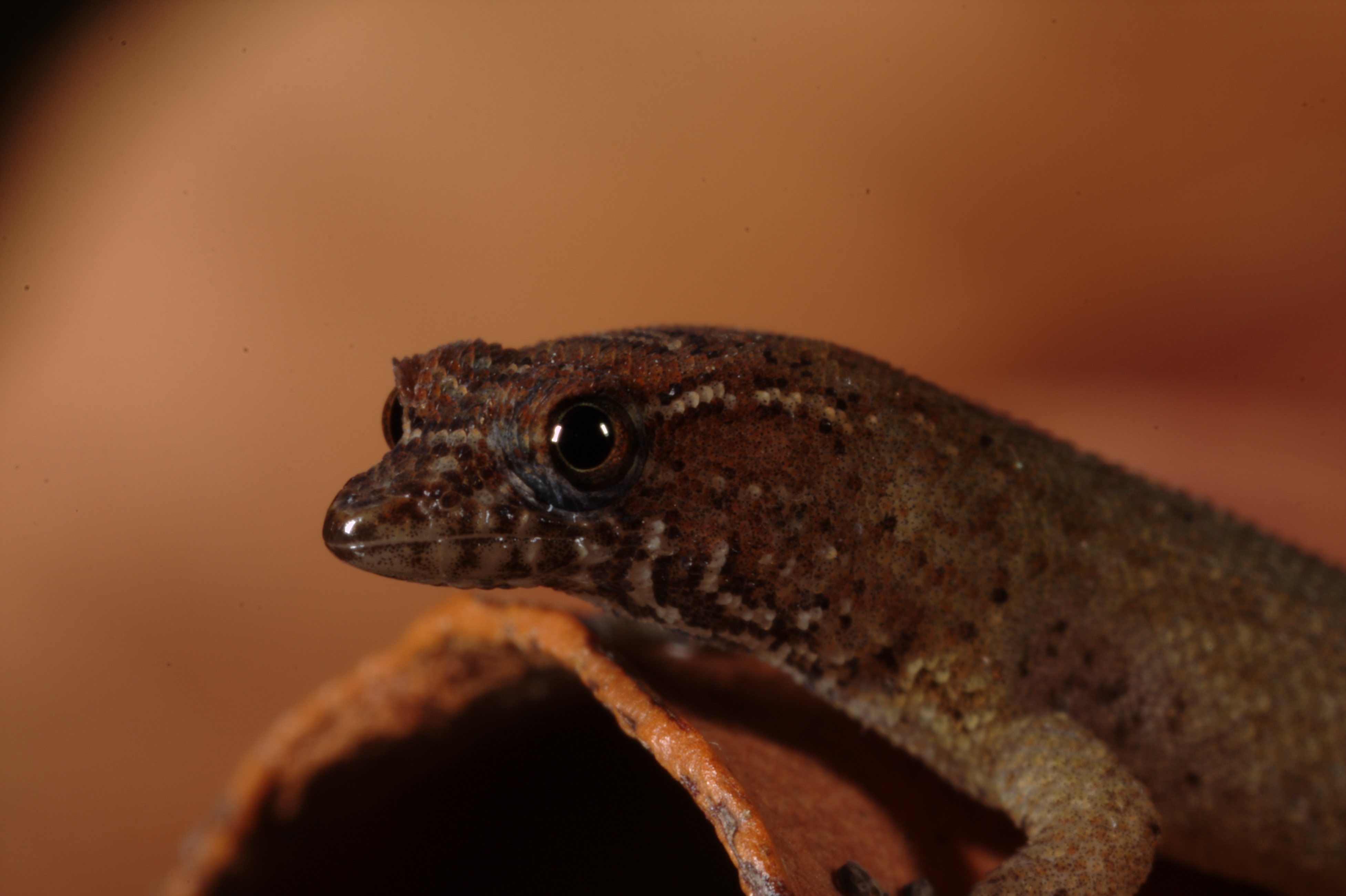
황갈색 줄무늬가 눈의 뒤로 뻗어나가 관자놀이를 지나며, 머리의 뒷부분에서 끊긴다.

등의 비늘은 일반적으로 작고, 날카롭고, 용골솟고, 서로 겹쳐져있고, 납작한 반면 가슴과 목의 비늘은 용골솟았다. 요철 모양의 비늘은 머리와 목 앞부분에 돋아나는 반면, 목 중간의 비늘은 날카롭고, 용골솟고, 서로 겹쳐져있고, 납작하다. 등의 중간에는 작은 비늘이 빽빽하게 모여있으며. 요철 모양(granular)의 비늘은 없다. 꼬리의 윗부분의 비늘은 날카롭고, 용골솟고, 서로 겹쳐져있고, 납작하다. 꼬리의 밑부분의 비늘은 부드럽고, 둥글고, 꼬리의 가상의 중심선을 향해 자라난다. 복부의 비늘은 둥글고 부드럽고 서로 겹쳐져있다. 머리쪽 복부의 비늘은 부드럽고 가상의 중심선을 향해 자라난다.
등의 비늘은 겨드랑이에서 사타구니까지 30 - 35 개, 평균 32 개다. 복부의 비늘은 겨드랑이에서 사타구니까지 복중선(en:midventral line)을 따라 26 - 29 개, 평균 28 개다. 몸 가운데 주변의 비늘은 50 - 55 개, 평균 52 개다. 코뒷비늘(en:Nasal scale) 2 개, 코가운데비늘(en:internasal scale) 1 - 3 개, 보통 2 개가 있다. 윗입술에서 눈까지는 보통 2 - 3개 , 보통 3 개의 비늘(입술윗비늘)이 난다. 오른발의 넷째 발가락에는 8 - 9 개, 보통 8 개의 박판(en:Lamella (anatomy)), 즉 접착성을 띄는 판 모양 비늘이 돋아난다. 성기비늘(escutcheon)은 비교적 작고, 범위는 허벅지를 거의 덮지 않고, 범위의 길이는 비늘 3 - 5 개, 폭은 비늘 11 - 13 개다.

### 근연종과의 비교
푸에르토리코의 니콜땅딸이는 버진땅딸이보다 더 크고 튼실하여, 주둥이에서 총배설강까지의 체장이 20 to 22 mm (0.8 to 0.9 in) 에 이른다. 등의 비늘의 크기도 달라서, 비늘의 개수를 비교할 때 반영된다. 니콜땅딸이는 겨드랑이에서 사타구니까지 19 - 24 개의 비늘이 있는 반면 버진땅딸이는 30 - 35개가 있다. 또한 니콜땅딸이는 몸 가운데 주변에 34 - 42 개, 배쪽에 겨드랑이에서 사타구니까지 21 - 26 개의 비늘이 있는데, 각각 50 - 55 개, 26 - 29 개가 있는 버진땅딸이보다 적다. 니콜땅딸이는 코가운데비늘이 한 개 나는 반면, 버진땅딸이는 두 개가 나는 경우가 흔하다. 장식비늘도 평균적으로 수컷 니콜땅딸이가 더 크다. 피부색은 두 종이 굉장히 비슷하지만, 니콜땅딸이는 보통 머리에 눈앞 줄무늬와 맞닿은 초승달 무늬가 있고, 버진땅딸이는 원형 무늬가 있으며 눈앞 줄무늬와 이어질지 아닐지는 개체마다 다르다. 또한 니콜땅딸이는 눈앞 줄무늬가 몸을 지나 꼬리까지 이어지지만, 버진땅딸이는 목에서 끝난다. 니콜땅딸이의 등 옆부분(dorsolateral) 줄무늬는 골반 부위에서 가장자리가 짙은 U자나 Y자 모양 무늬를 이루며 만난다. 대부분의 니콜땅딸이 개체는 견갑골(어깨) 부위에 검은색 영역으로 둘러싸인 두 개의 창백한 반점이 있다.
큰비늘땅딸이는 버진땅딸이보다 상당히 커서, 주둥이부터 항문까지 25 to 30 mm (0.98 to 1.18 in)정도이다. 또한 비늘은 더 크고 굵다. 토마스에 따르면, "큰비늘땅딸이 암컷은 옆구리에 짙은 줄무늬가, 등에는 갈색이나 밝은 갈색 바탕에, 견갑 부위에 테두리가 검은 굵은 점들이 나있다. 수컷의 체색은 거의 균일하게 황갈색이고, 견갑골 부위에는 무늬가 흐리거나 없으며, 머리는 회색 혹은 노란색이나 주황색 바탕에 검은 물결무늬가 있다."

## 분포와 서식지
버진땅딸이는 원래는 버진고다섬에서만 발견되었지만, 그 이후로 토르톨라섬과 모스키토섬에서 발견되어왔다. 토마스가 진행한 최초의 탐사에서는 토르톨라섬, 애너가다섬, 이 외의 작은 섬에서도, 미국령 버진아일랜드의 세인트크로이섬, 세인트토머스섬, 세인트존섬에서도 발견하지 못했지만 서식범위는 때때로 영국령 버진아일랜드 전체를 아우르는 것으로 여겨진다. 이 녀석의 분포는 비전형적이라고 여겨지는데, 근처 푸에트로리코의 니콜땅딸이와 서로 다른 종으로 나누어졌지만, 푸에르토리코볏두꺼비(en:Bufo lemur)는 버진아일랜드와 푸에르코리토 양 쪽에 서식하는데도 서로 다른 종으로 나누어지지 않았기 때문이다.
버진땅딸이는 돌로 뒤덮인 산비탈의, 대개 선인장과 가시돋친 덤불이 섞인 건조한 관목림을 선호하는 것으로 보인다. 이 녀석들은 해수면 높이의 지역에서 발견되지만, 연안대(en:littoral zone)의 해조 더미나 썩어가는 야자수 잔해 더미에서는 발견되지 않으며, 이는 서식 범위를 공유하는 좀 더 덩치가 크고 흔한 큰비늘땅딸이와 동일하다. 또한 큰비늘땅딸이와 달리 잎더미에서 "무리지어 모이지" 않으며, 다만 이따금 바위 밑에서 숨어있는 것이 발견될 뿐인데, 이러한 곳은 이 녀석들의 건조한 생태적 지위 안의 습하거나 중습성(en:Mesic habitat)을 띄는 미소서식지로 여겨진다.

## 생태와 행동
다른 땅딸이도마뱀붙이류와 마찬가지로 버진땅딸이의 생태와 행동에 대해 알려진 것은 거의 없다. 크기가 워낙 작아 부피 표면적 비율(en:surface-area-to-volume ratio)이 높기 때문에 수분 손실에 취약할 것으로 보이며, 따라서 이 종이 어떻게 반건조 서식지에서 생존하는지에 대해 이해하기 위한 연구가 행해져왔다. 버진 아일랜드는 사막에 거주하는 도마뱀들과는 달리 탈수를 막기 위한 특별한 적응능력이 없으며 적당히 습한 서식지에 거주하는 도마뱀과 비슷한 비율로 수분을 손실한다. 오로지 크기 차이로 인해 이 종은 같은 지역에 거주하는 큰비늘도마뱀붙에 비해 70% 빠르게 수분을 손실한다. 이 종은 건조한 환경 사이의 습한 미소서식지에 거주하며, 번식주기(en:reproductive cycle)를 조절하여 알이 한 해에 강수량이 제일 많을 때 부화하도록 하고, 하루에 제일 건조할 때 활동량을 줄여서 생존한다.

## 보존
버진땅딸이의 개체수 규모, 동향에 대해 파악하기에는 파악해낸 정보가 너무나도 적다. 그동안 "평범하게 흔하다"고 보고되어왔지만, 크기와 주변환경에 녹아드는 능력 때문에 정보를 파악해내기 힘들다. 버진 아일랜드에 걸친 버진땅딸이의 분포는 제한된 것으로 보이며, 토지개발로 인해 더더욱 타격을 입을 것이다.
버진땅딸이는 2011년 초에 리차드 브랜슨 경(en:Sir Richard Branson)이 마다가스카르의 멸종 위기에 처한 영장류 여우원숭이 보존운동(en:Conservation movement)을 위한 포획사육(en:captive breeding) 프로젝트의 일환으로 모스키토섬에 도입시킬 계획을 발표했을 때 국제적인 관심을 받았다. 생물학자들, 보존주의자들, 일반 대중은 새로운 종이 섬에 도입되었을 때의 영향에 대해 재빠르게 우려를 표하였다. 특히 사람들은 여우원숭이가 "공격적이고, 잡식성이므로" “세계에서 제일 드문 도마뱀 중 하나”라 불리는 버진땅딸이를 섬에서 절멸시키지 않을까 두려워했다. 어떤 연구자들은 여우원숭이의 번식능력이나 여우원숭이와 함께 해로운 병원체가 도입될 가능성에 대해 지적했다. 브랜슨의 환경영향평가단의 대표는 여우원숭이를 도입하는 계획을 공식적으로 발표하기 전부터 어떤 종을 도입하는 데 주의를 기울여야 한다고 말해왔다. 브랜슨은 여우원숭이는 주로 식물성 물질을 섭취하기 때문에 도마뱀붙이류를 먹을 일은 거의 없다고 말했다. 하지만 브랜슨은 결국 한 발 물러서서, “게코, 특히 드워프 게코에 대한 더 많은 연구를 수행할 전문가를 구할 때까지 여우원숭이를 풀어두지 않겠다. 만일 후속 연구를 통해 게코들에게 가해질 어떠한 위협이라도 드러난다면 우리는 여우원숭이를 계속해서 가둔 채로 둘 것이다.” 라고 말했다.

### 인용 문헌
- Carey, W. M. (1972). “The herpetology of Anegada, British Virgin Islands” (PDF). 《Caribbean Journal of Science》 12 (1–2): 79–89. 30 June 2011에 원본 문서 (PDF)에서 보존된 문서. 28 June 2011에 확인함.
- Heatwole, H.; Levins, R.; Byer, M. D. (1981). “Biogeography of the Puerto Rican Bank” (PDF). 《Atoll Research Bulletin》 (Washington, D.C.: Smithsonian Institution) 251: 1–63. doi:10.5479/si.00775630.251.1. hdl:10088/4969. OCLC 33148490. 30 June 2011에 원본 문서 (PDF)에서 보존된 문서. 28 June 2011에 확인함.
- Hedges, S. B.; Thomas, R. (2001). “At the lower size limit in amniote vertebrates: a new diminutive lizard from the West Indies” (PDF). 《Caribbean Journal of Science》 37 (3–4): 168–173. 30 June 2011에 원본 문서 (PDF)에서 보존된 문서. 28 June 2011에 확인함.
- López-Ortiz, R.; Lewis, A. R. (2002). “Seasonal abundance of hatchlings and gravid females of Sphaerodactylus nicholsi in Cabo Rojo, Puerto Rico”. 《Journal of Herpetology》 36 (2): 276–280. doi:10.1670/0022-1511(2002)036[0276:SAOHAG]2.0.CO;2. JSTOR 1566001.
- López-Ortiz, R.; Lewis, A. R. (2004). “Habitat selection by Sphaerodactylus nicholsi (Squamata: Gekkonidae) in Cabo Rojo, Puerto Rico”. 《Herpetologica》 60 (4): 438–444. doi:10.1655/03-84.
- MacLean, W. (1985). “Water-loss rates of Sphaerodactylus parthenopion (Reptilia: Gekkonidae), the smallest amniote vertebrate”. 《Comparative Biochemistry and Physiology A》 82 (4): 759–761. doi:10.1016/0300-9629(85)90479-7.
- Nava, S. S.; Lindsay, C. R.; Henderson, R. W.; Powell, R. (2001). “Microhabitat, activity, and density of a dwarf gecko (Sphaerodactylus parvus) on Anguilla, West Indies”. 《Amphibia-Reptilia》 22 (4): 455–464. doi:10.1163/15685380152770417.
- Perry, G.; Gerber, G. P. (2006). “Conservation of amphibians and reptiles in the British Virgin Islands: Status and patterns” (PDF). 《Applied Herpetology》 3: 237–256. doi:10.1163/157075406778116203. 30 June 2011에 원본 문서 (PDF)에서 보존된 문서. 17 February 2010에 확인함.
- Procter, D.; Fleming, L. V, 편집. (1999). 《Biodiversity: the UK Overseas Territories》 (PDF). Peterborough: Joint Nature Conservation Committee. ISBN 978-1-86107-502-4. OCLC 44147511. 30 June 2011에 원본 문서 (PDF)에서 보존된 문서. 29 June 2011에 확인함.
- Schwartz, A.; Henderson, R. W. (1991). 《Amphibians and Reptiles of the West Indies》. Gainesville: University of Florida.
- Thomas, R. (1965). “A new gecko from the Virgin Islands”. 《Quarterly Journal of the Florida Academy of Sciences》 28 (1): 117–122.
- Thomas, R.; Schwartz, A. (1966). “Sphaerodactylus (Gekkonidae) in the greater Puerto Rico region”. 《Bulletin of the Florida State Museum, Biological Sciences》 (Gainesville: University of Florida) 10 (6): 193–260.